# Prawo Paschena

Krzywa Paschena

Prawo Paschena – prawo fizyczne sformułowane przez Friedricha Paschena w 1889. Paschen badał napięcie przeskoku równoległych płyt w gazie jako funkcję ciśnienia i odległości płyt od siebie. Napięcie potrzebne do wytworzenia łuku elektrycznego w poprzek szczeliny początkowo zmniejsza się wraz ze zwiększaniem ciśnienia do pewnego punktu, zaś potem stopniowo zwiększa, przekraczając wartość początkową. Paschen odkrył również, że zmniejszanie się szczeliny pod stałym ciśnieniem powoduje takie samo zachowanie napięcia.

## Krzywa Paschena
Paschen odkrył, że napięcie przebicia jest opisywane przez równanie
{\displaystyle V={\frac {a(pd)}{\ln(pd)+b}},}
gdzie:
{\displaystyle V} – napięcie przeskoku w woltach,
{\displaystyle p} – ciśnienie,
{\displaystyle d} – odległość między płytkami.
Stałe {\displaystyle a} i {\displaystyle b} zależą od składu gazu. Dla powietrza pod ciśnieniem 1013,25 hPa, {\displaystyle a} = 43,6×106 V/atm i {\displaystyle b} = 12,8, gdzie {\displaystyle p} oznacza ciśnienie w atmosferach a {\displaystyle d} jest odległością podaną w metrach.
Wykresem tej funkcji jest krzywa Paschena. Różniczkując ją względem {\displaystyle pd} i przyrównując pochodną do zera można znaleźć wartość minimalną napięcia. Otrzymuje się
{\displaystyle pd=e^{1-b}}
i oblicza minimum napięcia przebicia dla {\displaystyle pd} = 7,5×10−6 atm. Daje to 327 V w powietrzu pod standardowym ciśnieniem i przy odległości między elektrodami 7,5 mikrometrów. Skład gazu wyznacza zarówno minimalne napięcie łuku i odległość, przy której następuje wyładowanie.